# Compression de données audio
 (août 2019).
Si vous disposez d'ouvrages ou d'articles de référence ou si vous connaissez des sites web de qualité traitant du thème abordé ici, merci de compléter l'article en donnant les références utiles à sa vérifiabilité et en les liant à la section « Notes et références ».
Ne pas confondre avec la compression dynamique.
La compression de données audio est une forme de compression de données qui a pour but de réduire la taille d'un flux audio numérique en vue d'une transmission (contraintes de largeur de bande et de débit) ou d'un stockage (contrainte d'espace de stockage). On distingue la compression sans perte, qui permet de reconstituer exactement les données d'origine, de la compression en général, « avec pertes », qui abandonne des données jugées non nécessaires à l'écoute, au profit de la diminution du débit ou de la taille des fichiers.

## Le principe
La compression consiste à ne conserver que les données pertinentes. Avant même de créer le fichier audionumérique, on fait un choix sur la pertinence des données, en choisissant la largeur de bande du signal, qui détermine la fréquence d'échantillonnage. Le fichier une fois constitué par la numérisation du signal, on peut en réduire la taille par deux procédés.
- L'élimination des redondances se base sur le fait que les sons auxquels s'intéressent les humains ont une forte structure, comportant des répétitions et des périodicités qui rendent le signal quelque peu prévisible. On réduit la taille du fichier en ne transmettant que la différence entre le signal et ce qu'on peut en prévoir en considérant la partie précédente.
- L'adaptation à la perception se fonde sur les caractéristiques de l'audition humaine, qui est un processus cognitif. L'auditeur oriente son attention selon l'objectif de la transmission, éliminant inconsciemment des éléments incohérents. On repère les parties de signal qui ne sont pas perçues, et on ne les transmet pas, ou sous une forme synthétique.

Le premier procédé permet la reconstitution exacte du signal ; le second abandonne délibérément des parties jugées sans importance, de la même façon qu'à la numérisation, on a abandonné les ultrasons, que les humains ne perçoivent pas. En contrepartie, le premier procédé n'obtient que des réductions modérées, alors que le second peut diminuer considérablement le débit numérique.
La compression de fichiers enregistrés, permettant un traitement en plusieurs phases, tenant compte de la structure d'ensemble du son, permettent en général des rapports de compression supérieurs à qualité égale. Le débit numérique peut être variable, plus faible à certains moments, en prévision de parties plus complexes. La compression des flux devant opérer avec un faible délai, souvent d'une fraction de seconde, n'a pas cette possibilité.

## Compression sans perte
Une compression, qu'elle soit audio, vidéo ou autre, est dite sans perte, ou en anglais lossless lorsque les données décompressées sont identiques au bit près, aux données originales avant compression.

### Logiciels de compression sans perte
Il existe différents types de logiciels de compression de données audio sans perte dont :
- Apple Lossless (ALAC)
- apt-X (en)
- ATRAC
- Direct Stream Transfer (DST)
- Dolby TrueHD
- DTS-HD Master Audio
- Free Lossless Audio Codec (FLAC)
- Meridian Lossless Packing (en) (MLP)
- Monkey's Audio (MAC)
- OptimFROG
- RealAudio Lossless
- Shorten (SHN)
- TTA
- WavPack
- WMA Lossless

## Compression avec perte
On caractérise comme « avec pertes », ou en anglais lossy une compression qui rend impossible la récupération exacte des données originales. C'est le cas en général de la compression audio quand on ne précise pas qu'elle est sans perte.
Le procédé se base sur la conservation exclusive des données jugées utiles à l'appréciation du son à l'écoute. Les recherches en psychoacoustique ont mis en évidence des processus mentaux qui font que toutes les parties d'un son physique ne sont pas perçues. On peut donc se dispenser de les transmettre. Ce raisonnement suppose que le son enregistré ne sera pas modifié par la suite. Une modification peut en effet changer les critères de la compression. Par exemple, une plage de fréquences audio masque souvent une autre plage, proche et de niveau plus faible. Un filtrage change le rapport entre ces deux plages de fréquences ; pratiqué sur l'original, la plage faible apparaît ; pratiqué sur les données comprimées, elle n'apparaît pas, car elle n'existe plus. Par conséquent, ce type de compression est utilisé en diffusion audiovisuelle, mais en principe pas en production.
Les paramètres de la compression permettent de réduire dans des proportions variables la taille des fichiers ou le débit numérique. Ils dépendent des objectifs de diffusion. Si le critère n'est que l'intelligibilité d'une parole, comme pour un dictaphone, on peut réduire extrêmement le débit. Si on doit percevoir des sons plus divers, jusqu'à préserver la qualité de l'écoute musicale, on doit prévoir des débits moins éloignés de ceux de la compression sans perte.

### Logiciels de compression avec perte
Les logiciels de compression avec perte comprennent :
- AAC
- ADPCM
- ATRAC
- Dolby Digital AC-3
- MP2
- MP3
- Musepack
- OGG Vorbis
- Opus
- Windows Media Audio